# Rana rubella
Espèce
"Rana" rubella est une espèce d'amphibiens de la famille des Leptodactylidae dont la position taxonomique est incertaine (Incertae sedis). Elle est rapprochée du genre Leptodactylus.

## Publication originale
- Sonnini de Manoncourt & Latreille, 1801 : Histoire naturelle des reptiles : avec figures dessinées d'après nature, vol. 2, p. 1–332 (texte intégral).